# Tanytarsus hiemalis
Tanytarsus hiemalis är en tvåvingeart som först beskrevs av Santos Abreu 1918.  Tanytarsus hiemalis ingår i släktet Tanytarsus och familjen fjädermyggor.
Artens utbredningsområde är Kanarieöarna. Inga underarter finns listade i Catalogue of Life.